# 화염방사병 (스타크래프트)
화염방사병(영어: Firebat)은 스타크래프트 종족인 테란의 유닛이다. 병영에서 생산된다. 

## 특징
화염방사병은 스타크래프트와 스타크래프트 리마스터에선 Firdbat란 영단어를 그대로 한글로 음역한 파이어뱃이라고 불리며 스타크래프트 2에서는 한국어로 번역된 화염방사병이라고 불린다. 화염방사병은 불을 이용하는 전사로 화염 속성의 무기를 사용하며 마린과는 달리 지대지 공격만 가능한 지상전 전용인 유닛이다. 화염방사병은 광역 공격이 되는 유닛이며 바이오닉 테란의 한 축이다. 파이어뱃이 주로 쓰이는 종족전은 바이오닉 테란이 주로 사용되는 테저전이며 테저전에서는 저글링을 상대하기 위한 용도로 사용된다. 메카닉 테란이 주력이 되는 테테전과 테프전에선 화염방사병은 사용되지않는다. 생산하는데 필요한 건물은 아카데미이며 아카데미에서 한국어로 번역하면 전투 자극제인 스팀팩을 연구하면 마린과 함께 사용하는 것이 가능하다. 테란의 유일한 근접 공격 유닛이기도 하다. 화염방사병을 생산하는데 필요한 자원은 미네랄:50, 가스:25에 인구수가 1이다. 화염방사병은 기본 체력 50에 1의 기본 방어력과 16의 지대지 공격력을 가지고 있다. 화염방사병을 잘쓰기로 유명한 테란 프로게이머는 불꽃 테란이란 별명을 가진 테란 프로게이머인 변길섭이 있으며 이외 싱하 테란이란 별명을 가진 프로게이머 김동진도 화염방사병으로 유명한 선수 중에 하나이다. 또한 흑운장이란 별명이 있는 프로게이머 이성은은 아이디에 Firebathero란 이름이 들어가 화염방사병을 아이디로 쓰기도 한다. 스타크래프트 2에서는 가격이 미네랄:100, 가스:25에 인구수가 2로 더 비싸졌지만 그대신 체력이 100으로 전작보다 2배 올랐으며 화염방사병의 기술 연구가 기존의 사관학교에서 무기고로 이전되었다. 무기고에서는 화염방사병의 기본 방어력을 1에서 3으로 늘려주는 업그레이드인 철인 장갑 업그레이드, 화염방사병의 광역 공격 범위를 늘려주는 업그레이드인 화염증폭기 업그레이드가 가능하다. 영웅 유닛으론 구이 몬타그가 존재하며 구이 몬타그는 체력:160, 방어력:3, 공격력 32의 능력치를 가진 유닛이다.

## 같이 보기
- 스타크래프트
- 테란